# OK Liga 2023-24
La OK Liga 2023-24, conocida por motivos de patrocinio como Parlem OK Liga,fue la 55.ª edición del torneo de primer nivel del campeonato español de hockey sobre patines en categoría masculina. Estuvo organizado por la Real Federación Española de Patinaje.

## Equipos
| Equipo                 | Localidad                | Pabellón                                    | Temporada anterior |
| ---------------------- | ------------------------ | ------------------------------------------- | ------------------ |
| Fútbol Club Barcelona  | Barcelona                | Palau Blaugrana                             | OK Liga            |
| Hockey Club Liceo      | La Coruña                | Palacio de los Deportes de Riazor           | OK Liga            |
| Club Patí Calafell     | Calafell                 | Pabellón Joan Ortoll                        | OK Liga            |
| Reus Deportiu          | Reus                     | Palacio de Deportes Reus Deportiu           | OK Liga            |
| Club Esportiu Noia     | San Sadurní de Noya      | Pabellón Olímpico del Ateneo                | OK Liga            |
| CE Lleida Llista Blava | Lérida                   | Pabellón 11 de Setembre                     | OK Liga            |
| Igualada Hoquei Club   | Igualada                 | Polideportivo Les Comes                     | OK Liga            |
| P.A.S Alcoy            | Alcoy                    | Polideportivo Municipal Francisco Laporta   | OK Liga            |
| Club Hoquei Caldes     | Caldas de Montbui        | La Torre Roja                               | OK Liga            |
| Club Patí Voltregà     | San Hipólito de Voltregá | Pabellón Municipal de Deportes              | OK Liga            |
| Girona Club de Hoquei  | Gerona                   | Pabellón de Palau II                        | OK Liga            |
| CP Rivas Las Lagunas   | Rivas Vaciamadrid        | Polideportivo Municipal Cerro del Telégrafo | OK Liga Plata      |
| Club Hoquei Mataró     | Mataró                   | Pabellón Municipal Jaume Parera i León      | OK Liga Plata      |
| Hoquei Club Sant Just  | Sant Just Desvern        | Complejo Deportivo Municipal La Bonaigua    | OK Liga Plata      |

## Clasificación

### Fase regular
|                                                                   | Equipo                    | Puntos | J  | G  | E  | P  | GF  | GC  | DG  |
| ----------------------------------------------------------------- | ------------------------- | ------ | -- | -- | -- | -- | --- | --- | --- |
| 1                                                                 | Fútbol Club Barcelona     | 68     | 26 | 22 | 2  | 2  | 145 | 49  | 96  |
| 2                                                                 | CE Noia Freixenet         | 52     | 26 | 14 | 10 | 2  | 94  | 66  | 28  |
| 3                                                                 | Deportivo Liceo           | 46     | 26 | 14 | 4  | 8  | 89  | 66  | 23  |
| 4                                                                 | Reus Deportiu Virginias   | 42     | 26 | 12 | 6  | 8  | 89  | 72  | 17  |
| 5                                                                 | Parlem Calafell           | 38     | 26 | 11 | 5  | 10 | 82  | 80  | 2   |
| 6                                                                 | CP Voltregà Movento Stern | 37     | 26 | 11 | 4  | 11 | 79  | 89  | -10 |
| 7                                                                 | Igualada Rigat HC         | 36     | 26 | 10 | 6  | 10 | 75  | 81  | -6  |
| 8                                                                 | Hoquei Club Sant Just     | 35     | 26 | 10 | 5  | 11 | 74  | 74  | 0   |
| 9                                                                 | Finques Prats Lleida      | 35     | 26 | 10 | 5  | 11 | 76  | 78  | -2  |
| 10                                                                | Recam Làser CH Caldes     | 34     | 26 | 10 | 4  | 12 | 66  | 85  | -19 |
| 11                                                                | PAS Alcoy                 | 34     | 26 | 11 | 1  | 14 | 70  | 79  | -9  |
| 12                                                                | Garatge Plana Girona CH   | 23     | 26 | 6  | 5  | 15 | 52  | 87  | -35 |
| 13                                                                | Adiss Hockey Rivas        | 23     | 26 | 6  | 5  | 15 | 63  | 102 | -39 |
| 14                                                                | Club Hoquei Mataró        | 11     | 26 | 3  | 2  | 21 | 55  | 101 | -46 |
| Fuente: Federación Española de Patinaje; actualización automática |                           |        |    |    |    |    |     |     |     |

### Playoff

#### Playoffpor el campeonato
|  | Cuartos de final | Cuartos de final          | Cuartos de final  | Cuartos de final        | Cuartos de final |     |                       | Semifinales | Semifinales | Semifinales | Semifinales | Semifinales | Semifinales | Semifinales |                       |                       | Final | Final | Final | Final | Final | Final | Final |  |
|  |                  |                           |                   |                         |                  |     |                       |             |             |             |             |             |             |             |                       |                       |       |       |       |       |       |       |       |  |
|  |                  |                           |                   |                         |                  |     |                       |             |             |             |             |             |             |             |                       |                       |       |       |       |       |       |       |       |  |
|  | 1.º              | Fútbol Club Barcelona     | 3                 | 8                       |                  |     |                       |             |             |             |             |             |             |             |                       |                       |       |       |       |       |       |       |       |  |
|  | 1.º              | Fútbol Club Barcelona     | 3                 | 8                       |                  |     |                       |             |             |             |             |             |             |             |                       |                       |       |       |       |       |       |       |       |  |
|  | 8.º              | Hoquei Club Sant Just     | 1                 | 1                       |                  |     |                       |             |             |             |             |             |             |             |                       |                       |       |       |       |       |       |       |       |  |
|  | 8.º              | Hoquei Club Sant Just     | 1                 | 1                       |                  | 1.º | Fútbol Club Barcelona | 6           | 3           | 6           | 4           |             |             |             |                       |                       |       |       |       |       |       |       |       |  |
|  |                  |                           |                   |                         |                  | 1.º | Fútbol Club Barcelona | 6           | 3           | 6           | 4           |             |             |             |                       |                       |       |       |       |       |       |       |       |  |
|  |                  |                           | 4.º               | Reus Deportiu Virginias | 3                | 4   | 4                     | 1           |             |             |             |             |             |             |                       |                       |       |       |       |       |       |       |       |  |
|  | 4.º              | Reus Deportiu Virginias   | 4.º               | Reus Deportiu Virginias | 3                | 4   | 4                     | 1           | 3           | 5           |             |             |             |             |                       |                       |       |       |       |       |       |       |       |  |
|  | 4.º              | Reus Deportiu Virginias   |                   |                         |                  |     |                       |             |             |             |             |             |             |             |                       |                       |       |       |       |       |       |       |       |  |
|  | 5.º              | Parlem Calafell           | 0                 | 3                       |                  |     |                       |             |             |             |             |             |             |             |                       |                       |       |       |       |       |       |       |       |  |
|  | 5.º              | Parlem Calafell           | 0                 | 3                       |                  |     |                       |             |             |             |             |             |             |             | Fútbol Club Barcelona | Fútbol Club Barcelona | 4     | 3     | 1     | 5     |       |       |       |  |
|  |                  |                           |                   |                         |                  |     |                       |             |             |             |             |             |             |             | Fútbol Club Barcelona | Fútbol Club Barcelona | 4     | 3     | 1     | 5     |       |       |       |  |
|  |                  |                           | CE Noia Freixenet | CE Noia Freixenet       | 0                | 1   | 4                     | 1           |             |             |             |             |             |             |                       |                       |       |       |       |       |       |       |       |  |
|  | 2.º              | CE Noia Freixenet         | CE Noia Freixenet | CE Noia Freixenet       | 0                | 1   | 4                     | 1           | 6           | 6           |             |             |             |             |                       |                       |       |       |       |       |       |       |       |  |
|  | 2.º              | CE Noia Freixenet         |                   |                         |                  |     |                       |             |             |             |             |             |             |             |                       |                       |       |       |       |       |       |       |       |  |
|  | 7.º              | Igualada Rigat HC         | 3                 | 4                       |                  |     |                       |             |             |             |             |             |             |             |                       |                       |       |       |       |       |       |       |       |  |
|  | 7.º              | Igualada Rigat HC         | 3                 | 4                       |                  | 2.º | CE Noia Freixenet     | 5           | 4           | 2           | 3           | 4           |             |             |                       |                       |       |       |       |       |       |       |       |  |
|  |                  |                           |                   |                         |                  | 2.º | CE Noia Freixenet     | 5           | 4           | 2           | 3           | 4           |             |             |                       |                       |       |       |       |       |       |       |       |  |
|  |                  |                           | 3.º               | Deportivo Liceo         | 3                | 2   | 7                     | 4           | 1           |             |             |             |             |             |                       |                       |       |       |       |       |       |       |       |  |
|  | 3.º              | Deportivo Liceo           | 3.º               | Deportivo Liceo         | 3                | 2   | 7                     | 4           | 1           | 5           | 7           |             |             |             |                       |                       |       |       |       |       |       |       |       |  |
|  | 3.º              | Deportivo Liceo           |                   |                         |                  |     |                       |             |             |             |             |             |             |             |                       |                       |       |       |       |       |       |       |       |  |
|  | 6.º              | CP Voltregà Movento Stern | 2                 | 6                       |                  |     |                       |             |             |             |             |             |             |             |                       |                       |       |       |       |       |       |       |       |  |
|  | 6.º              | CP Voltregà Movento Stern | 2                 | 6                       |                  |     |                       |             |             |             |             |             |             |             |                       |                       |       |       |       |       |       |       |       |  |
|  |                  |                           |                   |                         |                  |     |                       |             |             |             |             |             |             |             |                       |                       |       |       |       |       |       |       |       |  |

#### Playoff9.º y 10.º
|  | Final |                       |   |   |   |  |
|  |       |                       |   |   |   |  |
|  | 9.º   | Finques Prats Lleida  | 7 | 0 | 1 |  |
|  | 9.º   | Finques Prats Lleida  | 7 | 0 | 1 |  |
|  | 10.º  | Recam Làser CH Caldes | 3 | 5 | 4 |  |
|  | 10.º  | Recam Làser CH Caldes | 3 | 5 | 4 |  |

#### Playoutpor la permanencia
|  | Final |                         |       |   |   |  |
|  |       |                         |       |   |   |  |
|  | 11.º  | PAS Alcoi               | 2 (3) | 1 | 5 |  |
|  | 11.º  | PAS Alcoi               | 2 (3) | 1 | 5 |  |
|  | 12.º  | Garatge Plana Girona CH | 2 (2) | 2 | 2 |  |
|  | 12.º  | Garatge Plana Girona CH | 2 (2) | 2 | 2 |  |